# Sidereus nuncius
Sidereus Nuncius (generalmente Mensajero Sideral, también Mensajero Estrellado o Mensaje Sideral) es un breve tratado astronómico publicado en neolatín por Galileo Galilei el 13 de marzo de 1610. Fue impreso por Thomas Baglioni en Venecia. La edición fue de 550 ejemplares. Fue el primer trabajo científico publicado basado en observaciones realizadas a través de un telescopio, y contiene los resultados de las primeras observaciones de Galileo de la imperfecta y montañosa  Luna, los cientos de estrellas que no se podían ver ni en la Vía Láctea ni en ciertas constelaciones a simple vista, y los satélites galileanos que parecían estar girando alrededor de Júpiter.
La palabra latina nuncius se usaba típicamente en esa época para denotar mensajero, sin embargo, también se tradujo (aunque con menos frecuencia) como mensaje. Aunque el título Sidereus Nuncius generalmente se traduce al español como Mensajero sideral, muchos de los primeros borradores del libro de Galileo y escritos posteriores relacionados indican que el propósito del libro era "simplemente informar sobre las noticias de los desarrollos recientes en astronomía, no hacerse pasar solemnemente como un embajador del cielo". Por lo tanto, la traducción correcta al español del título es Mensaje sideral y, a menudo, Mensaje estrellado.

## Telescopio

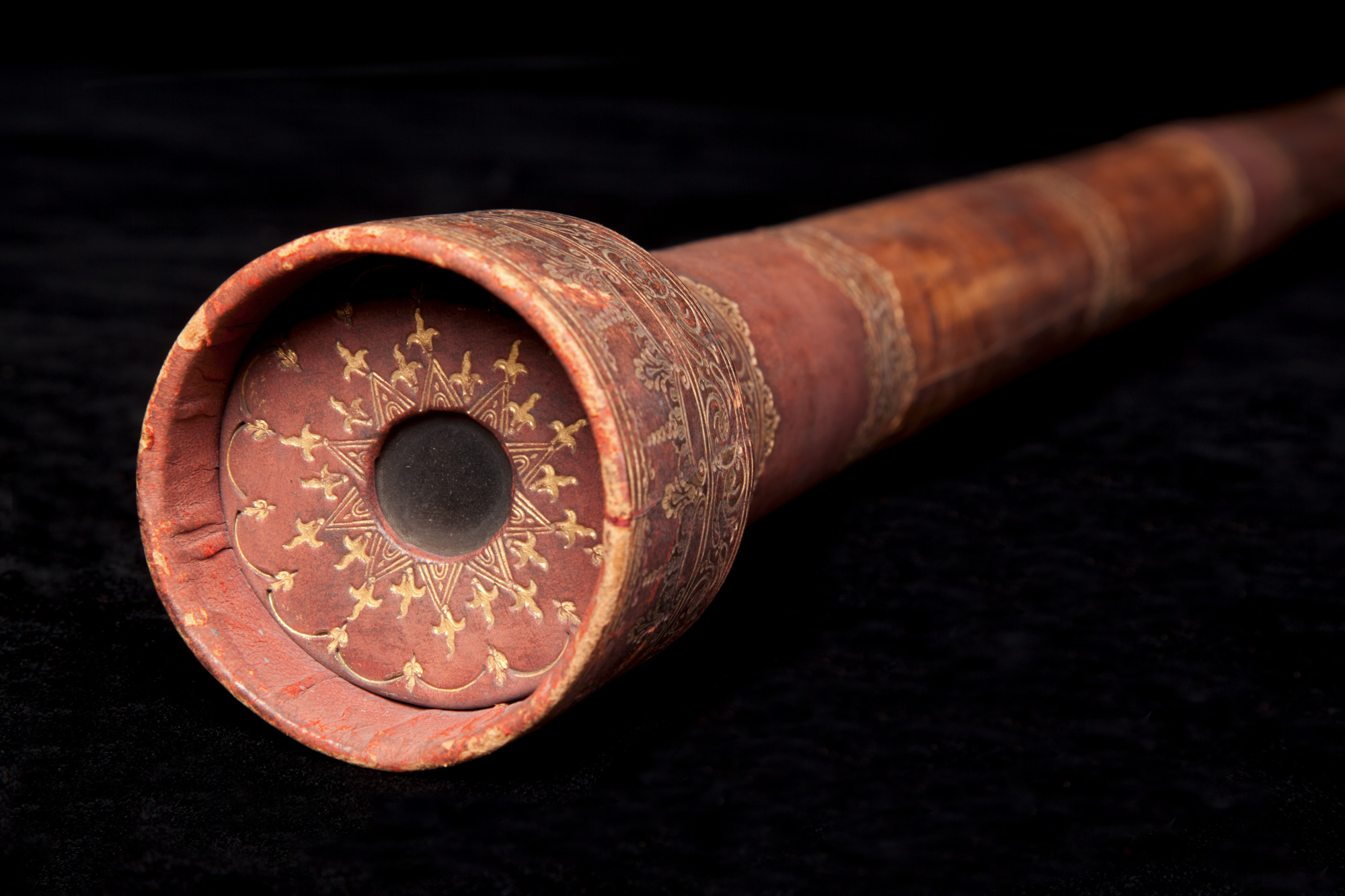
Reproducción de un telescopio galileano (detalle) en el Museo Nacional de la Ciencia y la Tecnología Leonardo da Vinci de Milán, del que se conserva el original en el Museo Galileo de Florencia.

Los primeros telescopios aparecieron en los Países Bajos en 1608 cuando el fabricante de gafas de Middelburg, Hans Lippershey, trató de obtener una patente para uno. "Sin embargo, otros dos ópticos de la zona, Jacob Metius y Zacharias Janssen, presentaron alegaciones contra la solicitud diciendo que el invento era suyo. A la vista de tanto autor, las autoridades no concedieron patente alguna, ya que el instrumento era conocido y fácil de copiar."  Paolo Sarpi, un amigo y benefactor de Galileo fue el primero en familiarizarlo con los informes provenientes de los Países Bajos sobre dispositivos para ver de lejos (telescopios). Galileo construyó su propia versión mejorada."Para finales de agosto [...] había desarrollado el invento tallando sus propias lentes y pasando de 3 o 4 aumentos a los 8 o 9 del catalejo que presentó al Senado de Venecia entre el 21 y el 25 de agosto de 1609 [...]. El instrumento poseía indudables ventajas militares, por lo que le duplicaron el sueldo y le hicieron un contrato vitalicio."  Probablemente no fue la primera persona en apuntar el nuevo invento al cielo nocturno pero el suyo fue el primer estudio sistemático (y publicado) de cuerpos celestes utilizando uno. Uno de los primeros telescopios de Galileo tenía un aumento lineal de 8x a 10x y estaba hecho de lentes que él mismo había rectificado. Esto se incrementó a 20x  en el telescopio mejorado que usó para hacer las observaciones en Sidereus Nuncius.

## Contenido

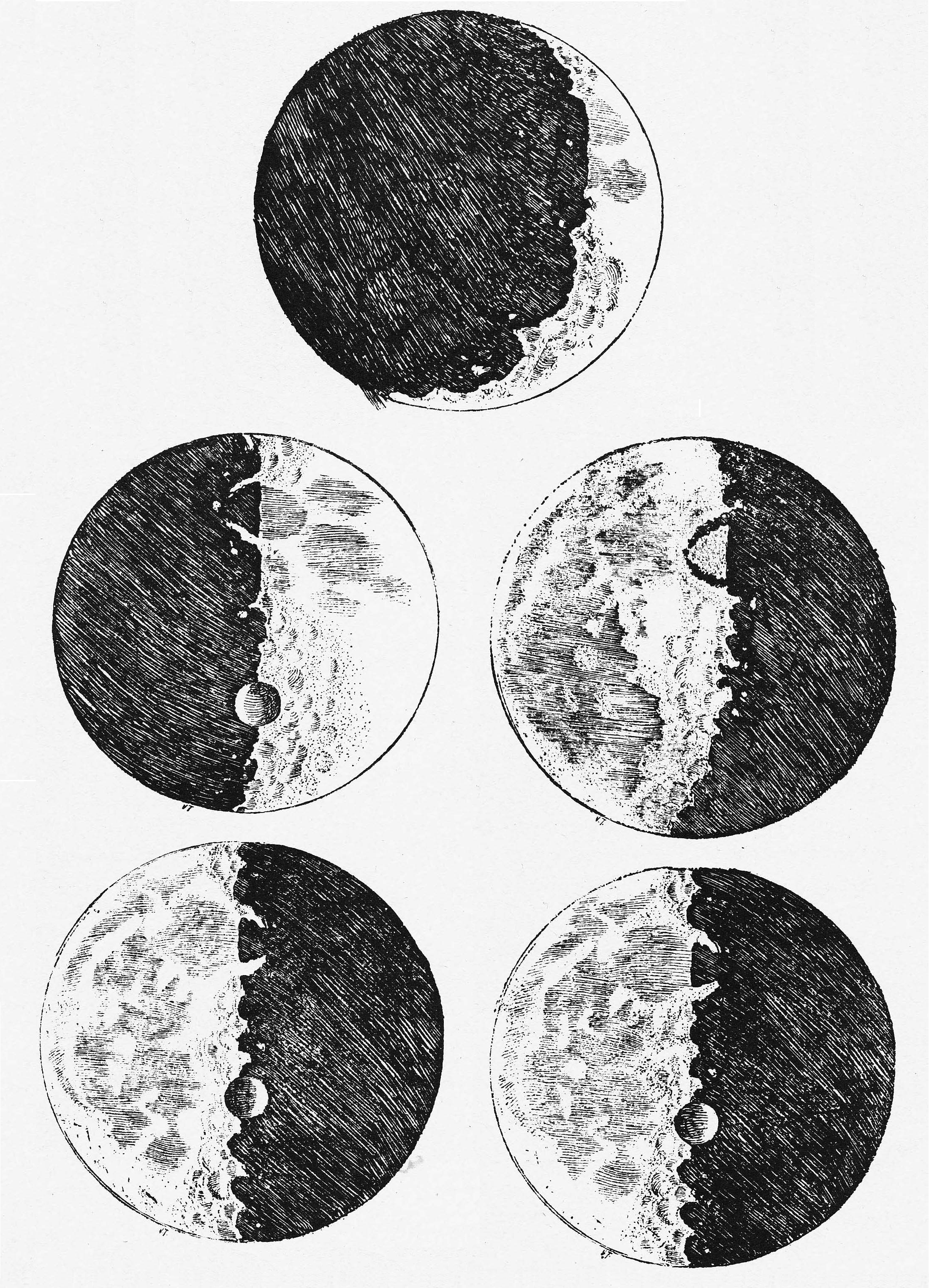
Los bocetos de Galileo de la Luna de Sidereus Nuncius.

Sidereus Nuncius contiene más de setenta dibujos y diagramas de la Luna, ciertas constelaciones como Orión, las Pléyades y Tauro, y los satélites galileanos de Júpiter. El texto de Galileo también incluye descripciones, explicaciones y especulaciones sobre sus observaciones.

### Luna
Al observar la Luna, Galileo vio que la línea que separaba el día lunar de la noche (el terminador) era suave donde cruzaba las regiones más oscuras de la Luna pero bastante irregular donde cruzaba las áreas más brillantes. De esto dedujo que las regiones más oscuras son áreas planas y bajas, y las regiones más brillantes son ásperas y montañosas. Basando su estimación en la distancia de las cimas de las montañas iluminadas por el sol desde el terminador, calculó, con bastante precisión, que las montañas lunares tenían al menos seis kilómetros de altura. Los grabados de Galileo de la superficie lunar proporcionaron una nueva forma de representación visual, además de dar forma al campo de la selenografía, el estudio de las características físicas de la Luna.

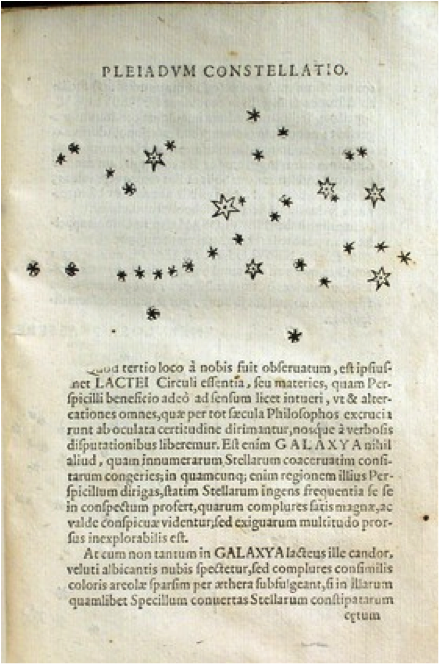
Dibujos de Galileo del cúmulo estelar de las Pléyades del Sidereus Nuncius. Cortesía de las Colecciones de Historia de la Ciencia, Bibliotecas de la Universidad de Oklahoma.

### Estrellas
Galileo informó que vio al menos diez veces más estrellas a través del telescopio de las que son visibles a simple vista, y publicó mapas estelares del cinturón de Orión y el cúmulo estelar de las Pléyades que muestran algunas de las estrellas recién observadas. A simple vista, los observadores podían ver solo seis estrellas en el cúmulo de Tauro; a través de su telescopio, sin embargo, Galileo fue capaz de ver treinta y cinco, casi seis veces más. Cuando dirigió su telescopio a Orión, fue capaz de ver ochenta estrellas, en lugar de las nueve observadas anteriormente, casi nueve veces más. En Sidereus Nuncius, Galileo revisó y reprodujo estos dos grupos de estrellas distinguiendo entre las estrellas que se ven sin el telescopio y las que se ven con él. Además, cuando observó algunas de las estrellas "nebulosas" del catálogo estelar ptolemaico, vio que, en lugar de ser turbias, estaban formadas por muchas estrellas pequeñas. De esto dedujo que las nebulosas y la Vía Láctea eran "conjuntos de innumerables estrellas agrupadas en cúmulos" demasiado pequeños y distantes para ser resueltos en estrellas individuales a simple vista.

### Lunas de Júpiter

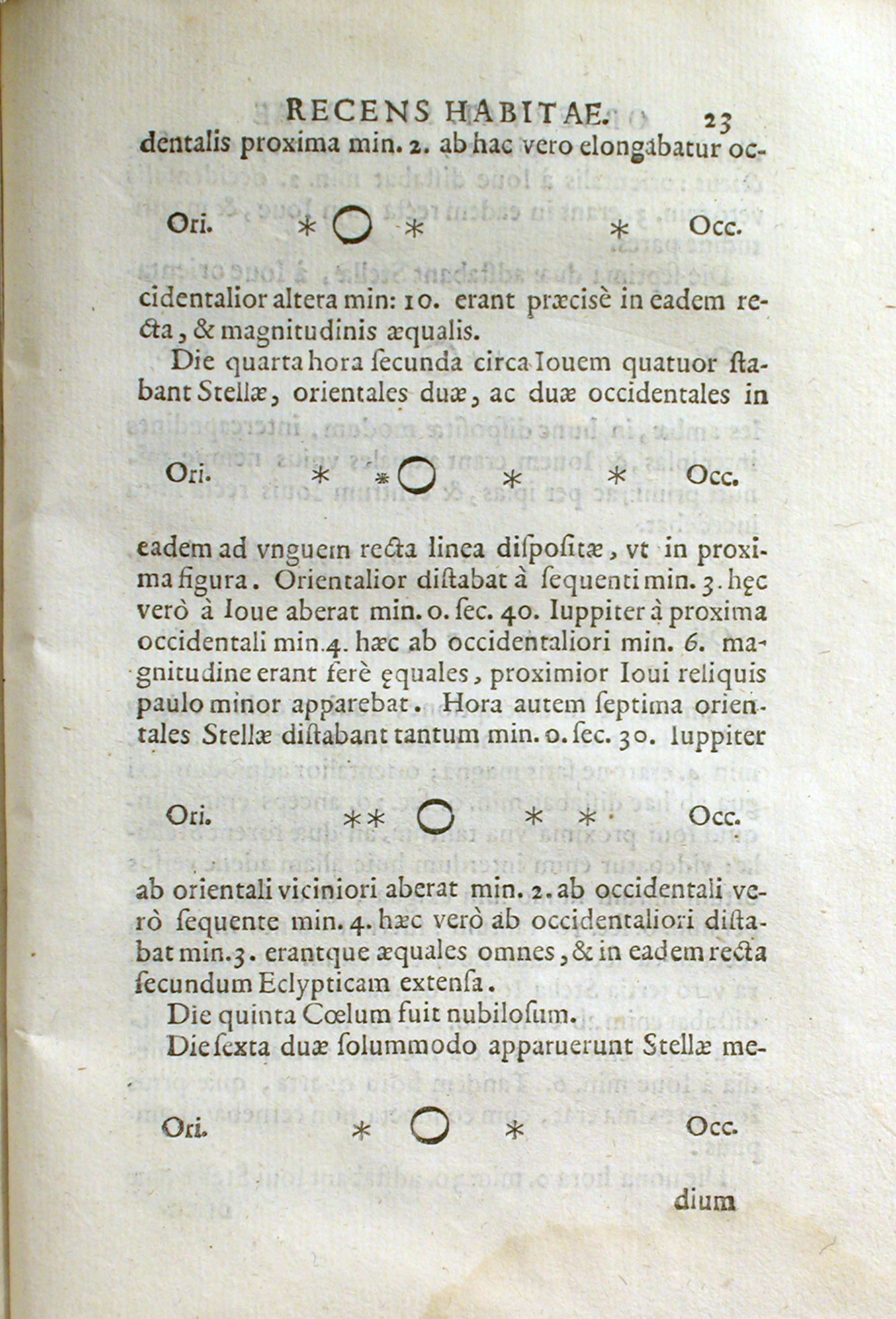
Los dibujos de Galileo de Júpiter y sus satélites galileanos de Sidereus Nuncius. Imagen cortesía de las Colecciones de Historia de la Ciencia, Bibliotecas de la Universidad de Oklahoma.

En la última parte de Sidereus Nuncius, Galileo informó de su descubrimiento de cuatro objetos que parecían formar una línea recta de estrellas cerca de Júpiter. En la primera noche detectó una línea de tres pequeñas estrellas cerca de Júpiter paralelas a la eclíptica; las noches siguientes pusieron a su vista diferentes posiciones y otra estrella, totalizando cuatro estrellas alrededor de Júpiter. A lo largo del texto, Galileo dio ilustraciones de las posiciones relativas de Júpiter y sus aparentes estrellas compañeras a medida que aparecían todas las noches desde finales de enero hasta principios de marzo de 1610. El hecho de que cambiaran sus posiciones en relación con Júpiter de noche a noche y, sin embargo, siempre aparecieran en la misma línea recta cerca de él, convenció a Galileo de que estaban orbitando alrededor de Júpiter. El 11 de enero, después de cuatro noches de observación, escribió:
"Por lo tanto, concluí y decidí sin vacilar que hay tres estrellas en los cielos que se mueven alrededor de Júpiter, como Venus y Mercurio alrededor del Sol; que finalmente se estableció tan claro como la luz del día por numerosas observaciones posteriores. Estas observaciones también establecieron que no solo hay tres, sino cuatro cuerpos siderales erráticos que realizan sus revoluciones alrededor de Júpiter... las revoluciones son tan rápidas que un observador generalmente puede obtener diferencias de posición cada hora." 
En sus dibujos, Galileo usó un círculo abierto para representar a Júpiter y asteriscos para representar las cuatro estrellas. Hizo esta distinción para mostrar que, de hecho, había una diferencia entre estos dos tipos de cuerpos celestes. Es importante señalar que Galileo usó los términos planeta y estrella indistintamente, y "ambas palabras eran de uso correcto dentro de la terminología aristotélica predominante".
En el momento de la publicación de Sidereus Nuncius, Galileo era matemático en la Universidad de Padua y recientemente había recibido un contrato de por vida por su trabajo en la construcción de telescopios más potentes. Deseaba volver a Florencia, y con la esperanza de obtener patrocinio allí, dedicó Sidereus Nuncius a su antiguo alumno, ahora Gran Duque de Toscana, Cosme II de Médici. Además, nombró a sus cuatro lunas descubiertas de Júpiter las "satélites galileanos", en honor a los cuatro hermanos reales Medici. Esto le ayudó a recibir el puesto de jefe matemático y filósofo de los Medici en la Universidad de Pisa. En última instancia, su esfuerzo por nombrar las lunas fracasó, ya que ahora se las conoce como las "satélites galileanos".

## Recepción
Las reacciones a Sidereus Nuncius, que van desde la valoración y la hostilidad hasta la incredulidad, pronto se extendieron por toda Italia e Inglaterra. Se publicaron muchos poemas y textos que expresaban amor por la nueva forma de ciencia astronómica. Incluso se crearon tres obras de arte en respuesta al libro de Galileo: La huida a Egipto de Adam Elsheimer (1610)), la Asunción de la Virgen de Lodovico Cigoli (1612) y la obra de Andrea Sacchi Sabiduría divina (1631). Además, el descubrimiento de los satélites galileanos fascinó a otros astrónomos y querían ver las lunas por sí mismos. Sus esfuerzos "prepararon el escenario para el requisito científico moderno de reproducibilidad experimental por parte de investigadores independientes. Verificación versus falsabilidad… vieron sus orígenes en el anuncio de Sidereus Nuncius.
Pero muchas personas y comunidades se mostraron escépticas. Una respuesta común a los satélites galileanos fue simplemente decir que el telescopio tenía un defecto en la lente y estaba produciendo puntos de luz e imágenes ilusorias; los que decían esto negaban completamente la existencia de las lunas. Que solo unos pocos pudieran ver y verificar inicialmente lo que Galileo había observado apoyaba la suposición de que la teoría óptica durante este período "no podía demostrar claramente que el instrumento no estaba engañando a los sentidos". Al nombrar las cuatro lunas en honor a los hermanos Medici y convencer al Gran Duque Cosimo II de sus descubrimientos, la defensa de los informes de Galileo se convirtió en una cuestión de Estado. Moran señala que "el propio tribunal se involucró activamente en la búsqueda de la confirmación de las observaciones de Galileo pagando a Galileo de su tesorería para fabricar catalejos que pudieran enviarse a través de canales de embajadores a los principales tribunales de Europa".
El primer astrónomo que apoyó públicamente los hallazgos de Galileo fue Johannes Kepler, quien publicó una carta abierta en abril de 1610 respaldando con entusiasmo la credibilidad de Galileo. No fue hasta agosto de 1610 que Kepler pudo publicar su confirmación independiente de los hallazgos de Galileo, debido a la escasez de telescopios suficientemente potentes.
Varios astrónomos, como Thomas Harriot, Joseph Gaultier de la Vatelle, Nicolas-Claude Fabri de Peiresc y Simon Marius, publicaron su confirmación de los satélites galileanos después de que Júpiter volviera a ser visible en el otoño de 1610. Marius, un astrónomo alemán que había estudiado con Tycho Brahe, fue el primero en publicar un libro de sus observaciones. Marius atacó a Galileo en Mundus Jovialis (publicado en 1614) insistiendo en que había encontrado las cuatro lunas de Júpiter antes que Galileo y las había estado observando desde 1609. Mario creía que, por lo tanto, tenía derecho a nombrarlos, lo cual hizo: los nombró después de las conquistas amorosas de Júpiter: Io, Europa, Ganímedes y Calisto. Pero Galileo no se confundió; señaló que al estar fuera de la Iglesia, Marius aún no había aceptado el calendario gregoriano y todavía usaba el calendario juliano. Por lo tanto, la noche en que Galileo observó por primera vez las lunas de Júpiter fue el 7 de enero de 1610 en el calendario gregoriano y el 28 de diciembre de 1609 en el calendario juliano (Marius afirmó haber observado las lunas de Júpiter por primera vez el 29 de diciembre de 1609). Aunque Galileo descubrió las cuatro lunas de Júpiter antes que Marius, Io, Europa, Ganímedes y Calisto son ahora los nombres de las cuatro lunas de Galileo.
En 1626, el conocimiento del telescopio se había extendido a China cuando el jesuita y astrónomo alemán Johann Adam Schall von Bell publicó Yuan jing shuo (Explicación del telescopio) en chino y latín.

## Controversia con la Iglesia Católica
Los dibujos de Galileo de una Luna imperfecta contradecían directamente las descripciones cosmológicas de Ptolomeo y Aristóteles de cuerpos celestes perfectos e inmutables hechos de éter (el quinto elemento en la filosofía antigua y medieval del que se componen los cuerpos celestes).  Los descubrimientos astronómicos le valieron a Galileo, sin embargo, pronto reconocimiento. La Academia Nacional de los Linces (Accademia dei Lincei), fundada en 1603 por Federico Cesi (1585-1630), admitió a Galileo el 25 de diciembre de 1611 como sexto miembro con todos los honores. El cardenal e inquisidor Roberto Belarmino pidió a cuatro jesuitas, Christoph Grienberger, Christopher Clavius, Giovanni Paolo Lembo y Odo van Maelcote, su opinión sobre los descubrimientos de Galileo utilizando su telescopio. Hablando en nombre de sus colegas, Maelcote informó que estaban de acuerdo con la mayoría de los hallazgos de Galileo, aunque no estaban seguros de que Saturno constara de tres cuerpos como decía Galileo (el hecho de que Saturno tenía anillos no era evidente en los primeros telescopios); más bien, parecía tener forma elíptica. Maelcote también relató que Clavius no creía que la luna tuviera montañas y cráteres como aparecían a través del telescopio; su superficie era lisa, y la distribución irregular de alguna sustancia dentro de la luna simplemente creaba la ilusión de una superficie irregular. Galileo fue invitado a un banquete en el Colegio Romano, el 18 de mayo de 1611, durante el cual Maelcote pronunció un largo elogio formal, alabando su trabajo. Más tarde, sin embargo, los jesuitas fueron llamados al orden por su superior general, Claudio Acquaviva, y obligados a defender la visión aristotélica tradicional del universo, que los descubrimientos de Galileo anulaban.
Antes de la publicación de Sidereus Nuncius, la Iglesia católica aceptaba el sistema heliocéntrico copernicano como estrictamente matemático e hipotético. Sin embargo, una vez que Galileo comenzó a hablar del sistema copernicano como un hecho en lugar de una teoría, introdujo "un sistema más caótico, una falta de organización menos que piadosa". De hecho, el sistema copernicano que Galileo creía que era real desafiaba la Escritura, "que se refería al sol 'saliendo' y a la tierra como 'inmóvil '".
Los profesores aristotélicos no solo rechazaron obstinadamente los descubrimientos galileanos en nombre de la filosofía peripatética sino que se negaron, invitados por el científico pisano, a observar directamente a través del telescopio la existencia de las montañas de la Luna, de los satélites de Júpiter, etc. En una carta fechada el 19 de agosto de 1610, Galilei le describió a Kepler el comportamiento de los profesores de la Universidad de Padua:
"¿Qué decir de los más célebres filósofos de este Estudio que, llenos de la terquedad del áspid, a pesar de que más de mil veces les he ofrecido mi disponibilidad, no han querido ver ni los planetas, ni la luna, ni el cielo? ¿telescopio? [...] De hecho, este tipo de hombres cree que la filosofía 'natural' es un libro como la Eneida y la Odisea y que las verdades hay que buscarlas no en el mundo o en la naturaleza, sino (para usar sus propias palabras) en la comparación de los textos."
El conflicto terminó en 1633 con Galileo siendo sentenciado a una forma de arresto domiciliario por la Iglesia Católica.

## Ediciones y traducciones
Los 550 ejemplares de la primera edición de Sidereus Nuncius (Venecia, Baglioni, 1610) se agotaron en poco más de una semana. En el mismo año se publicó en Fráncfort una segunda edición, de Zacharias Palthenius, probablemente ilegal, con xilografías inexactas (en lugar de los grabados originales) y con errores de orientación y definición. Sólo después de la muerte de Galileo apareció la tercera edición (Londres, typis Jacobi Flesher, 1653 ), seguida de la de su Opere curata de Carlo Manolessi (Bolonia, para los herederos de Dozza, 1655-56, en 2 volúmenes). 
El interés de lectores y editores (así como el del propio Galileo en la última década de su vida) se había desplazado ahora del ensayo individual al "corpus" de obras galileanas. Así vieron la luz nuevas ediciones de las Obras de Galileo : la florentina en 3 tomos de 1718, editada por Tommaso Buonaventuri y Guido Grandi, y la paduana en 4 tomos de 1744, editada por el astrónomo Giuseppe Toaldo y en la que el infame Diálogos sobre los dos máximos sistemas del mundo, por primera vez desde la condenación por parte de la Iglesia Católica más de cien años antes. Sin embargo, todas eran ediciones incompletas y habrá que esperar hasta el siglo XIX para una publicación un tanto exhaustiva, aunque todavía viciada de errores y omisiones (la editada por Eugenio Albèri, entre 1842 y 1856), e incluso el XX para la llamada "edición nacional" encargada por Antonio Favaro (en 20 volúmenes, 1890-1909).
En cualquier caso, el texto del Sidereus Nuncius estaba en latín y, con las ediciones en italiano y en las demás lenguas nacionales, empezó a plantearse el problema de cómo traducir un título que ofrecía diversas posibilidades de interpretación. Según el filósofo Giulio Giorello : «Literalmente, el título del texto galileano significa "mensaje de las estrellas"; pero pronto pasó a ser interpretado como "mensajero celestial". » La referencia a la traducción francesa es evidente, pero de hecho la interpretación Celestial Message/Messenger es probablemente la más difundida (también reafirmada por Isabelle Pantin en la edición moderna de Belles lettres). Sin embargo, cabe señalar también el muy riguroso Warning Sidereo, adoptado por Tiziana Bascelli (con William Shea) para su reciente edición veneciana, y Warning Astronomical, elegido en su lugar por Luisa Lanzillotta para la edición de Ricciardi de 1952.

## Venta y falsificación
Una copia de la edición original es un libro raro valioso y, en diciembre de 2010, se vendió en una subasta por 662.500 dólares estadounidenses, incluida la prima. Lo que habría sido una copia multimillonaria entregada a un distribuidor de libros raros en 2005 con la portada firmada por el mismo Galileo y acuarelas, también atribuidas a Galileo, en lugar de grabados, fue declarada al principio como genuina por expertos en libros raros, si bien más tarde el historiador Nick Wilding demostró que era una falsificación y se confirmó como tal en un estudio adicional realizado por expertos en libros raros. Había sido creada por el anticuario italiano y ladrón de bibliotecas Marino Massimo De Caro, ex director de la Biblioteca Girolamini, Nápoles, Italia, y vendida por él a un vendedor de libros raros estadounidense.

## Traducciones

### Inglés
- Eduardo Stafford Carlos; traducciones con introducción y notas. El mensajero sideral de Galileo Galilei, y parte del prefacio de las Dioptrics de Kepler. Waterloo Place, Londres: Oxford y Cambridge, enero de 1880. 148 páginas ISBN 9781151499646.
- Stillman Drake. Descubrimientos y opiniones de Galileo, incluye la traducción del Sidereus Nuncius de Galileo. Doubleday: Anchor, 1957. 320 páginas ISBN 978-0385092395.
- Stillman Drake. Telescopios, mareas y tácticas: un diálogo galileano sobre el mensajero estrellado y los sistemas del mundo, incluida la traducción del Sidereus Nuncius de Galileo. Londres: University Of Chicago Press, 1983. 256 páginas ISBN 978-0226162317.
- Albert Van Helden (profesor emérito de historia en la Universidad de Rice[59]); traducción con introducción, conclusión y notas. Galileo Galilei, Sidereus Nuncius o El mensajero sideral. Chicago y Londres: The University of Chicago Press, 1989. xiii + 127 páginas ISBN 978-0226279039.
- William R. Shea y Tiziana Bascelli; traducido del latín por William R. Shea, introducción y notas de William R. Shea y Tiziana Bascelli. El Sidereus Nuncius o Mensaje Sideral de Galileo. Sagamore Beach, MA: Science History Publications/EE. UU., 2009. viii + 115 páginas ISBN 978-0-88135-375-4.

### Francés
- Isabelle Pantin. Sidereus Nuncius: Le Messager Celeste. París: Belles Lettres, 1992. ASIN B0028S7JLK.
- Fernando Hallyn. Le messager des étoiles. Francia: Puntos, 1992.ISBN 978-2757812259.

### Italiano
- María Timpanaro Cardini. Sidereo nuncio. Florencia: Sansoni, 1948.

### Español
- J. Fernández Chitt, Eudeba, Buenos Aires, 1964. 92 páginas.

### Alemán
- Hans Blumenberg (edición e introducción). Suhrkamp, Frankfurt am Main 2002, ISBN 3-518-27937-8 (Suhrkamp-Taschenbuch Wissenschaft 337).